# Лукреция Борджиа (рисунок)
«Лукреция Борджиа» — акварель английского художника-прерафаэлита Данте Габриэля Россетти, созданная в 1860—1861 годах. В настоящее время находится в собрании галереи Тейт.
Россетти начал работу над произведением в 1860 году, под влиянием своего интереса к истории печально известной семьи Борджиа. В то время Россетти также познакомился с Чарльзом Суинбёрном, благодаря которому заинтересовался изображением роковых женщин. Суинбёрн был тогда занят написанием книги о Лукреции Борджиа, The Chronicle of Tebaldeo Tebaldei (которую он так и не закончил). При этом отношение Россетти к Лукреции коренным образом отличалось от позиции Суинбёрна: последний представлял её героической фигурой и неким пережитком прошлого, в то время как у Россетти эта роковая женщина, жестокая и опасная, бросает вызов современному для художника миру, которым правят мужчины.
На этой акварели изображена Лукреция Борджиа, моющая руки после того, как она отравила своего мужа, герцога Альфонсо Бишелье не без вмешательства своего отца, папы Александра VI. В отражении в зеркале на заднем плане видно, как тот поддерживает герцога, помогая ему идти и тем самым позволяя яду глубже проникнуть в организм.  
Изначально наряд Лукреции был совсем другим (прямое платье и пышные рукава по кисть); кроме того, взгляд героини был направлен на зрителя. Именно в таком варианте её приобрёл Фредерик Лейланд, однако спустя какое-то время акварель вернулась к художнику, и он полностью переписал фигуру героини, направив её взгляд в сторону отравленного супруга. 
Произведение (в частности, его композиция) послужила источником вдохновения для Эдварда Бёрн-Джонса, когда тот работал над изображением злодейки Сидонии фон Борк. 
В 1871 году Россетти заявил своему агенту Чарльзу Хауэллу, что акварель является «лучшим из всего, что он когда-либо делал на таком малом размере». Тогда же художник повторил работу в большем размере: она хранится в собрании Художественного музея Фогга. Всего было создано несколько таких копий, местонахождение которых не выявлено.